# Torneo Nacional de Clubes Femenino 2011
El Torneo Nacional de Clubes Femenino de 2011 fue la edición inaugural del torneo organizado por la Unión Argentina de Rugby que reúne a los mejores clubes de todas las uniones provinciales argentinas. Se llevó a cabo el 8 y 9 de octubre de 2011 en las instalaciones de Córdoba Rugby Club.
La Unión Argentina de Rugby decidió organizar este torneo con el objetivo de fomentar el desarrollo del rugby femenino a lo largo del país al reunir a representantes de varias regiones, siguiendo el modelo de su torneo homólogo masculino, el Torneo Nacional de Clubes, disputado desde 1993. Como parte de este proceso también se llevaron a cabo distintos torneos regionales, similares a los disputados en sus versiones masculinas y que sirvieron como clasificatorios para el torneo.
Sixty Rugby Club de Resistencia ganó el torneo tras derrotar 21-19 en la final a Cardenales de Tucumán, convirtiéndose así en el primer club de la Provincia del Chaco en ganar un torneo oficial organizado por la Unión Argentina de Rugby a nivel nacional y el segundo club de la Unión de Rugby del Nordeste en hacerlo, tras la coronación de Taragüy en el Torneo del Interior B 2002. El segundo clasificado del Regional Nordeste, CAPRI de Misiones, también tuvo un papel destacado, alcanzando las semifinales del torneo.

## Equipos participantes
Participaron del torneo catorce de equipos.
| Club                          | Vía de clasificación                      | Unión de origen                 |
| ----------------------------- | ----------------------------------------- | ------------------------------- |
| Centro Naval                  | Campeón del Torneo de la URBA 2011.       | Unión de Rugby de Buenos Aires  |
| SITAS                         |                                           | Unión de Rugby de Buenos Aires  |
| Cha Roga Club                 | Campeón del Torneo Regional Litoral 2011. | Unión Santafesina de Rugby      |
| Red Star                      |                                           |                                 |
| Sixty Rugby Club              | Campeón del Torneo Regional NEA 2011.     | Unión de Rugby del Nordeste     |
| CAPRI                         | Subcampeón del Torneo Regional NEA 2011.  | Unión de Rugby de Misiones      |
| Cardenales                    | Campeón del Torneo Regional NOA 2011.     | Unión de Rugby de Tucumán       |
| Universidad Católica de Salta | Subcampeón del Torneo Regional NOA 2011.  | Unión de Rugby de Salta         |
| Argentino de Bahía Blanca     |                                           | Unión de Rugby del Sur          |
| Biguá Rugby Club              |                                           | Unión de Rugby de Mar del Plata |
| Córdoba Rugby Club            |                                           | Unión Cordobesa de Rugby        |
| Los Teros Rugby Club          |                                           | Unión Andina de Rugby           |
| Combinado Oeste               |                                           |                                 |
| Combinado Patagónico          |                                           |                                 |

## Primera fase

### Grupo A
| Pos. | Equipos    | Partidos | Partidos | Partidos | Tantos | Tantos | Tantos | Pts. |
| Pos. | Equipos    | G        | E        | P        | PF     | PC     | DP     | Pts. |
| ---- | ---------- | -------- | -------- | -------- | ------ | ------ | ------ | ---- |
| 1.º  | Cardenales | 2        | 0        | 0        | 36     | 15     | +21    | 4    |
| 2.º  | Cha Roga   | 1        | 0        | 1        | 24     | 19     | +5     | 2    |
| 3.º  | Biguá      | 0        | 0        | 2        | 12     | 38     | -26    | 0    |

|  | Clasifica a cuartos de final              |
|  | Clasifica a semifinales por el 9.º puesto |

| 8 de octubre | Cardenales | 24 - 5  | Biguá | Córdoba Rugby Club, Córdoba |  |
|              |            | Reporte |       |                             |  |

| 8 de octubre | Cardenales | 12 - 10 | Cha Roga | Córdoba Rugby Club, Córdoba |  |
|              |            | Reporte |          |                             |  |

| 8 de octubre | Biguá | 7 - 14  | Cha Roga | Córdoba Rugby Club, Córdoba |  |
|              |       | Reporte |          |                             |  |

### Grupo B
| Pos. | Equipos         | Partidos | Partidos | Partidos | Tantos | Tantos | Tantos | Pts. |
| Pos. | Equipos         | G        | E        | P        | PF     | PC     | DP     | Pts. |
| ---- | --------------- | -------- | -------- | -------- | ------ | ------ | ------ | ---- |
| 1.º  | Sixty           | 3        | 0        | 0        | 53     | 17     | +36    | 6    |
| 2.º  | Los Teros       | 2        | 0        | 1        | 33     | 19     | +14    | 4    |
| 3.º  | SITAS           | 1        | 0        | 2        | 22     | 31     | -9     | 2    |
| 4.º  | Combinado Oeste | 0        | 0        | 3        | 5      | 46     | -41    | 0    |

|  | Clasifica a cuartos de final              |
|  | Clasifica a semifinales por el 9.º puesto |
|  | Clasifica a final por el 13.º puesto      |

| 8 de octubre | Sixty | 14 - 7  | Los Teros | Córdoba Rugby Club, Córdoba |  |
|              |       | Reporte |           |                             |  |

| 8 de octubre | SITAS | 12 - 0  | Combinado Oeste | Córdoba Rugby Club, Córdoba |  |
|              |       | Reporte |                 |                             |  |

| 8 de octubre | Sixty | 17 - 10 | SITAS | Córdoba Rugby Club, Córdoba |  |
|              |       | Reporte |       |                             |  |

| 8 de octubre | Los Teros | 12 - 5  | Combinado Oeste | Córdoba Rugby Club, Córdoba |  |
|              |           | Reporte |                 |                             |  |

| 8 de octubre | Sixty | 22 - 0  | Combinado Oeste | Córdoba Rugby Club, Córdoba |  |
|              |       | Reporte |                 |                             |  |

| 8 de octubre | Los Teros | 14 - 0  | SITAS | Córdoba Rugby Club, Córdoba |  |
|              |           | Reporte |       |                             |  |

### Grupo C
| Pos. | Equipos              | Partidos | Partidos | Partidos | Tantos | Tantos | Tantos | Pts. |
| Pos. | Equipos              | G        | E        | P        | PF     | PC     | DP     | Pts. |
| ---- | -------------------- | -------- | -------- | -------- | ------ | ------ | ------ | ---- |
| 1.º  | Centro Naval         | 3        | 0        | 0        | 91     | 10     | +81    | 6    |
| 2.º  | CAPRI                | 2        | 0        | 1        | 57     | 24     | +33    | 4    |
| 3.º  | Combinado Patagónico | 1        | 0        | 2        | 5      | 50     | -45    | 2    |
| 4.º  | Red Star             | 0        | 0        | 3        | 0      | 69     | -69    | 0    |

|  | Clasifica a cuartos de final              |
|  | Clasifica a semifinales por el 9.º puesto |
|  | Clasifica a final por el 13.º puesto      |

| 8 de octubre | Centro Naval | 24 - 10 | CAPRI | Córdoba Rugby Club, Córdoba |  |
|              |              | Reporte |       |                             |  |

| 8 de octubre | Combinado Patagónico | 5 - 0   | Red Star | Córdoba Rugby Club, Córdoba |  |
|              |                      | Reporte |          |                             |  |

| 8 de octubre | CAPRI | 33 - 0  | Red Star | Córdoba Rugby Club, Córdoba |  |
|              |       | Reporte |          |                             |  |

| 8 de octubre | Centro Naval | 36 - 0  | Combinado Patagónico | Córdoba Rugby Club, Córdoba |  |
|              |              | Reporte |                      |                             |  |

| 8 de octubre | Centro Naval | 31 - 0  | Red Star | Córdoba Rugby Club, Córdoba |  |
|              |              | Reporte |          |                             |  |

| 8 de octubre | CAPRI | 14 - 0  | Combinado Patagónico | Córdoba Rugby Club, Córdoba |  |
|              |       | Reporte |                      |                             |  |

### Grupo D
| Pos. | Equipos                  | Partidos | Partidos | Partidos | Tantos | Tantos | Tantos | Pts. |
| Pos. | Equipos                  | G        | E        | P        | PF     | PC     | DP     | Pts. |
| ---- | ------------------------ | -------- | -------- | -------- | ------ | ------ | ------ | ---- |
| 1.º  | Argentino (BB)           | 2        | 0        | 0        | 37     | 0      | +37    | 4    |
| 2.º  | Córdoba RC               | 1        | 0        | 1        | 20     | 34     | -14    | 2    |
| 3.º  | Universidad Católica (S) | 0        | 0        | 2        | 14     | 37     | -23    | 0    |

|  | Clasifica a cuartos de final              |
|  | Clasifica a semifinales por el 9.º puesto |

| 8 de octubre | Córdoba RC | 20 - 14 | Universidad Católica (S) | Córdoba Rugby Club, Córdoba |  |
|              |            | Reporte |                          |                             |  |

| 8 de octubre | Argentino (BB) | 20 - 0  | Córdoba RC | Córdoba Rugby Club, Córdoba |  |
|              |                | Reporte |            |                             |  |

| 8 de octubre | Argentino (BB) | 17 - 0  | Universidad Católica (S) | Córdoba Rugby Club, Córdoba |  |
|              |                | Reporte |                          |                             |  |

## Fase final

### Cuadro principal
|  | Cuartos de final | Cuartos de final | Cuartos de final |              |            | Semifinales | Semifinales | Semifinales |              |                  | Final            | Final            | Final |  |
|  |                  |                  |                  |              |            |             |             |             |              |                  |                  |                  |       |  |
|  |                  |                  |                  |              |            |             |             |             |              |                  |                  |                  |       |  |
|  | Cardenales       | Cardenales       | 15               |              |            |             |             |             |              |                  |                  |                  |       |  |
|  | Cardenales       | Cardenales       | 15               |              |            |             |             |             |              |                  |                  |                  |       |  |
|  | Los Teros        | Los Teros        | 0                |              |            |             |             |             |              |                  |                  |                  |       |  |
|  | Los Teros        | Los Teros        | 0                |              | Cardenales | Cardenales  | 24          |             |              |                  |                  |                  |       |  |
|  |                  |                  |                  |              | Cardenales | Cardenales  | 24          |             |              |                  |                  |                  |       |  |
|  |                  |                  | Centro Naval     | Centro Naval | 5          |             |             |             |              |                  |                  |                  |       |  |
|  | Centro Naval     | Centro Naval     | Centro Naval     | Centro Naval | 5          | 32          |             |             |              |                  |                  |                  |       |  |
|  | Centro Naval     | Centro Naval     |                  |              |            |             |             |             |              |                  |                  |                  |       |  |
|  | Córdoba RC       | Córdoba RC       | 0                |              |            |             |             |             |              |                  |                  |                  |       |  |
|  | Córdoba RC       | Córdoba RC       | 0                |              |            |             |             |             |              | Cardenales       | Cardenales       | 19               |       |  |
|  |                  |                  |                  |              |            |             |             |             |              | Cardenales       | Cardenales       | 19               |       |  |
|  |                  |                  | Sixty            | Sixty        | 21         |             |             |             |              |                  |                  |                  |       |  |
|  | Sixty            | Sixty            | Sixty            | Sixty        | 21         | 10          |             |             |              |                  |                  |                  |       |  |
|  | Sixty            | Sixty            |                  |              |            |             |             |             |              |                  |                  |                  |       |  |
|  | Cha Roga         | Cha Roga         | 0                |              |            |             |             |             |              |                  |                  |                  |       |  |
|  | Cha Roga         | Cha Roga         | 0                |              | Sixty      | Sixty       | 17          |             |              | Final 3.º puesto | Final 3.º puesto | Final 3.º puesto |       |  |
|  |                  |                  |                  |              | Sixty      | Sixty       | 17          |             |              | Final 3.º puesto | Final 3.º puesto | Final 3.º puesto |       |  |
|  |                  |                  | CAPRI            | CAPRI        | 5          |             |             |             |              |                  |                  |                  |       |  |
|  | Argentino (BB)   | Argentino (BB)   | CAPRI            | CAPRI        | 5          | 10          |             |             | Centro Naval | Centro Naval     | w.o.             |                  |       |  |
|  | Argentino (BB)   | Argentino (BB)   |                  |              |            |             |             |             | Centro Naval | Centro Naval     | w.o.             |                  |       |  |
|  | CAPRI            | CAPRI            | 21               |              |            |             |             |             |              |                  | CAPRI            | CAPRI            |       |  |
|  | CAPRI            | CAPRI            | 21               |              |            |             |             |             |              |                  | CAPRI            | CAPRI            |       |  |
|  |                  |                  |                  |              |            |             |             |             |              |                  |                  |                  |       |  |

### 5.º al 8.º puesto
|  | Semifinales    | Semifinales    | Semifinales    |                |           | Final 5.º puesto | Final 5.º puesto | Final 5.º puesto |  |
|  |                |                |                |                |           |                  |                  |                  |  |
|  |                |                |                |                |           |                  |                  |                  |  |
|  | Los Teros      | Los Teros      | 12             |                |           |                  |                  |                  |  |
|  | Los Teros      | Los Teros      | 12             |                |           |                  |                  |                  |  |
|  | Córdoba RC     | Córdoba RC     | 7              |                |           |                  |                  |                  |  |
|  | Córdoba RC     | Córdoba RC     | 7              |                | Los Teros | Los Teros        | 5                |                  |  |
|  |                |                |                |                | Los Teros | Los Teros        | 5                |                  |  |
|  |                |                | Argentino (BB) | Argentino (BB) | 15        |                  |                  |                  |  |
|  | Cha Roga       | Cha Roga       | Argentino (BB) | Argentino (BB) | 15        | 0                |                  |                  |  |
|  | Cha Roga       | Cha Roga       |                |                |           | 0                |                  |                  |  |
|  | Argentino (BB) | Argentino (BB) | 15             |                |           | Final 7.º puesto | Final 7.º puesto | Final 7.º puesto |  |
|  | Argentino (BB) | Argentino (BB) | 15             |                |           | Final 7.º puesto | Final 7.º puesto | Final 7.º puesto |  |
|  |                |                |                |                |           |                  |                  |                  |  |
|  |                |                |                |                |           | Córdoba RC       | Córdoba RC       | 5                |  |
|  |                |                |                |                |           | Córdoba RC       | Córdoba RC       | 5                |  |
|  |                |                |                |                |           | Cha Roga         | Cha Roga         | 12               |  |
|  |                |                |                |                |           | Cha Roga         | Cha Roga         | 12               |  |
|  |                |                |                |                |           |                  |                  |                  |  |

### 9.º al 12.º puesto
|  | Semifinales              | Semifinales              | Semifinales              |                          |       | Final 9.º puesto     | Final 9.º puesto     | Final 9.º puesto  |  |
|  |                          |                          |                          |                          |       |                      |                      |                   |  |
|  |                          |                          |                          |                          |       |                      |                      |                   |  |
|  | Biguá                    | Biguá                    | 28                       |                          |       |                      |                      |                   |  |
|  | Biguá                    | Biguá                    | 28                       |                          |       |                      |                      |                   |  |
|  | Combinado Patagónico     | Combinado Patagónico     | 0                        |                          |       |                      |                      |                   |  |
|  | Combinado Patagónico     | Combinado Patagónico     | 0                        |                          | Biguá | Biguá                | 15                   |                   |  |
|  |                          |                          |                          |                          | Biguá | Biguá                | 15                   |                   |  |
|  |                          |                          | Universidad Católica (S) | Universidad Católica (S) | 0     |                      |                      |                   |  |
|  | SITAS                    | SITAS                    | Universidad Católica (S) | Universidad Católica (S) | 0     | 5                    |                      |                   |  |
|  | SITAS                    | SITAS                    |                          |                          |       | 5                    |                      |                   |  |
|  | Universidad Católica (S) | Universidad Católica (S) | 12                       |                          |       | Final 11.º puesto    | Final 11.º puesto    | Final 11.º puesto |  |
|  | Universidad Católica (S) | Universidad Católica (S) | 12                       |                          |       | Final 11.º puesto    | Final 11.º puesto    | Final 11.º puesto |  |
|  |                          |                          |                          |                          |       |                      |                      |                   |  |
|  |                          |                          |                          |                          |       | Combinado Patagónico | Combinado Patagónico | 0                 |  |
|  |                          |                          |                          |                          |       | Combinado Patagónico | Combinado Patagónico | 0                 |  |
|  |                          |                          |                          |                          |       | SITAS                | SITAS                | 13                |  |
|  |                          |                          |                          |                          |       | SITAS                | SITAS                | 13                |  |
|  |                          |                          |                          |                          |       |                      |                      |                   |  |

### Final 13.º puesto
| 9 de octubre | Combinado Oeste | 20 - 0  | Red Star | Córdoba Rugby Club, Córdoba |  |
|              |                 | Reporte |          |                             |  |

## Tabla de posiciones
Tabla de posiciones finales al terminar el campeonato:
| 1.º  | Sixty                    | 6 | 0 | 0 | 101 | 41 | +60 |
| 2.º  | Cardenales               | 4 | 0 | 1 | 94  | 41 | +53 |
| 3.º  | Centro Naval             | 5 | 0 | 1 |     |    |     |
| 4.º  | CAPRI                    | 3 | 0 | 3 |     |    |     |
| 5.º  | Argentino (BB)           | 4 | 0 | 1 | 77  | 26 | +51 |
| 6.º  | Los Teros                | 3 | 0 | 3 | 50  | 56 | -6  |
| 7.º  | Cha Roga                 | 2 | 0 | 3 | 36  | 49 | -13 |
| 8.º  | Córdoba RC               | 1 | 0 | 4 | 32  | 90 | -58 |
| 9.º  | Biguá                    | 2 | 0 | 2 | 55  | 38 | +17 |
| 10.º | Universidad Católica (S) | 1 | 0 | 3 | 26  | 57 | -31 |
| 11.º | SITAS                    | 2 | 0 | 3 | 40  | 43 | -3  |
| 12.º | Combinado Patagónico     | 1 | 0 | 4 | 5   | 91 | -86 |
| 13.º | Combinado Oeste          | 1 | 0 | 3 | 25  | 46 | -21 |
| 14.º | Red Star                 | 0 | 0 | 4 | 0   | 89 | -89 |

| Bandera de la Provincia del Chaco |
| Sixty Campeón                     |
| Primer título                     |